# Burtinle
Burtinle – miasto w północno-wschodniej Somalii (Puntland); w regionie Nugaal; 8669 mieszkańców (2005). Jest stolicą okręgu Burtinle.